# Tenga de Buhara
Tenga a fost moneda Hanatului și apoi a Emiratului Buhara până în 1920. A fost subdivizată în 10 falus.

## Etimologie
Numele tenga este derivat din cuvântul sanscrit tanka.

## Istorie
Tenga de argint a fost moneda principală în Buhara încă în perioada Hanatului Buhara. Unitățile divizionare erau bătute din cupru și se numeau falus. Tenga și falus au fost bătute de mai multe monetării; greutatea monedelor diferitelor variante diferea adesea. Emisiunea monedelor de aur a fost neregulată.
Emirul Șahmurad, ajuns la putere în 1785, chiar în primul an al domniei sale, a efectuat o reformă monetară, schimbând sistemul monetar. Au fost modificate: greutatea, finețea, dimensiunea, tehnica de batere, conținutul inscripțiilor de pe monede. Greutatea unei monede tenga a fost stabilită la 7/10 mithqal / miskal (3,36 g). Cea mai mare parte a diferitelor tipuri de monede care anterior erau în circulație au fost interzise.
Principala monedă de argint era tot tenga, însă au fost bătute și monede de aur. Emiterea de monede de aur în secolul al XVIII-lea a devenit regulată. Tranzacțiile cu documente au început să fie formalizate nu numai pentru argint, ci și pentru monedele de aur.
Toate inscripțiile de pe tenga de Buhara erau scrise în limba persană și erau formate până în 1787 din versete din Coran. Monedele tenga cântăresc în general 3,2 grame.
În 1890, a fost emis un decret al lui Alexandru al III-lea „Cu privire la retragerea treptată din circulație a monedei de argint autohtone care circulă pe teritoriul Turkestanului”. Termenii au fost stabiliți pentru schimb: până la 1 mai 1892, moneda a fost acceptată la rata de 20 de copeici pentru 1 tenga; înainte de 1 mai 1893 - câte 15 copeici; înainte de 1 mai 1894 - câte 12 copeici, iar înainte de 1 mai 1895 - câte 10 copeici pentru fiecare tenga.
În 1893, când au început să se simtă primele semne ale unei crize monetare în Buhara, un agent politic rus a impus ca emirul să nu mai producă tanga pentru persoane private.
La 1 septembrie 1893, Ministerul Finanțelor a emis un ordin care interzicea exportul de tenga de Buhara în Turkestan. Tenga, care până atunci circula liber în tot Turkestanul, putea fi folosit acum doar în Hiva și în Regiunea Transcaspică. După ce exportul de tenga de Buhara a fost interzis, cursul de schimb al monedei tenga a devenit mai dependent de banii de hârtie rusești. Argintul acumulat în tezaurul din Buhara și în rândul persoanelor private a scăzut brusc în valoare. Drept urmare, a izbucnit o criză monetară, care a făcut ca guvernul rus să insiste asupra încetării complete a baterii de monede tenga de Buhara, pentru a-și reglementa cursul.
Anul următor, la cererea emirului, interzicerea exportului de tenga a fost anulată cu condiția ca emirul să își asume obligația de a nu relua confecționarea de tenga decât cu acordul guvernatorului general al Turkestanului.
În 1918, emiratul a început emiterea de bani de hârtie. Banii erau imprimați manual, aplicându-se ștampile pe hârtie.
În 1920, a fost proclamată Republica Sovietică Populară Buhara. Guvernul republicii a continuat să emită bani de hârtie, dar acum au fost emise în ruble, la un curs de schimb de 1 rublă = 5 tenga. Circulația valutară în Buhara, din această perioadă, a fost foarte pestriță. În afară de rubla de Buhara, existau în circulație o varietate de bani de hârtie și metal. De asemenea, a continuat să fie folosit și tenga de Buhara, de argint. Chiar și după două reforme monetare (1923 - unificarea circulației monetare, când rubla Republicii Sovietice Federative Socialiste Ruse a devenit moneda republicilor Buhara și Horezm, iar în 1924 au fost introduși cervoneții sovietici), în 1925 tenga era încă acceptată de instituțiile financiare din Uzbekistan pentru plata impozitelor.